# Kraichtal
Kraichtal – miasto w Niemczech, w kraju związkowym Badenia-Wirtembergia, w rejencji Karlsruhe, w regionie Mittlerer Oberrhein, w powiecie Karlsruhe. Leży w Kraichgau, ok. 30 km na północny wschód od Karlsruhe, przy linii kolejowej Menzingen – Ubstadt-Weiher.

## Dzielnice
- Bahnbrücken
- Gochsheim
- Landshausen
- Menzingen
- Münzesheim
- Neuenbürg
- Oberacker
- Oberöwisheim
- Unteröwisheim